# Rancho Grande
Rancho Grande é um distrito do município brasileiro de Bananal, que integra a Região Metropolitana do Vale do Paraíba e Litoral Norte, no interior do estado de São Paulo, mas que ainda não está cadastrado na Divisão Territorial Brasileira do IBGE por não possuir uma representação cartográfica encaminhada à instituição pelo poder público municipal.

## História

### Origem
Rancho Grande era o ponto de descanso dos tropeiros que vinham de Minas Gerais em direção a Angra dos Reis. Eles paravam nessa região para descansar e alimentar os animais. O rancho propriamente dito era, assim, o ponto de referência e abrigo a esses viajantes e seus animais. Daí a origem do nome do distrito.
Por volta do ano de 1906 a estrutura física desse rancho foi demolido para que no terreno fosse construída a Igreja de Sant’Ana, marco do distrito. O Coronel Salatiel Alves Ferreira foi um dos primeiros moradores do local, e doou o sino para a igreja.
Já Joaquim Francisco de Paula, que era um grande fazendeiro da região, foi o patrono da escola local.

### Formação administrativa
- Distrito policial de Santana do Bom Sucesso criado em 31/08/1926 no município de Bananal, extinto em 1945[5].
- Decreto nº 18.927-A de 14/11/1949 - Cria a 2.ª subdelegacia de policia na localidade conhecida pela denominação de Rancho Grande, no distrito e município de Bananal[6].
- Distrito de Rancho Grande criado por lei municipal em 1992, no município de Bananal[7].

## Geografia

### Localização
Rancho Grande se localiza entre as terras da Fazenda Boa Vista até Pouso Seco, no extremo leste do estado de São Paulo, na divisa com o estado do Rio de Janeiro, próximo ao distrito de Getulândia, pertencente ao município de Rio Claro.

### Demografia

#### População urbana
| Crescimento população urbana | Crescimento população urbana | Crescimento população urbana | Crescimento população urbana |
| Censo                        | Pop.                         |                              | %±                           |
| ---------------------------- | ---------------------------- | ---------------------------- | ---------------------------- |
| 1991                         | 188                          |                              | —                            |
| 2000                         | 228                          |                              | 21,3%                        |
| 2010                         | 218                          |                              | −4,4%                        |
| Fonte: IBGE e Fundação SEADE |                              |                              |                              |

Até o Censo 2010 (IBGE) Rancho Grande era classificado pelo IBGE como área urbana isolada do distrito sede.

### Rodovias
O principal acesso ao distrito é a Rodovia dos Tropeiros (SP-68).

### Hidrografia
- Rio Carioca, que nasce na Serra do Carioca e deságua no Rio Paraíba do Sul em Barra Mansa.

## Serviços públicos

### Administração
- Subprefeitura de Rancho Grande

### Registro civil
Feito na sede do município, pois o distrito não possui Cartório de Registro Civil das Pessoas Naturais.

### Educação
- E.M.E.I.E.F. Joaquim Francisco de Paula

### Saneamento
O serviço de abastecimento de água é feito pela Companhia de Saneamento Básico do Estado de São Paulo (SABESP).

### Energia
A responsável pelo abastecimento de energia elétrica é a Neoenergia Elektro, antiga CESP.

## Atrações turísticas

### Fazenda Boa Vista

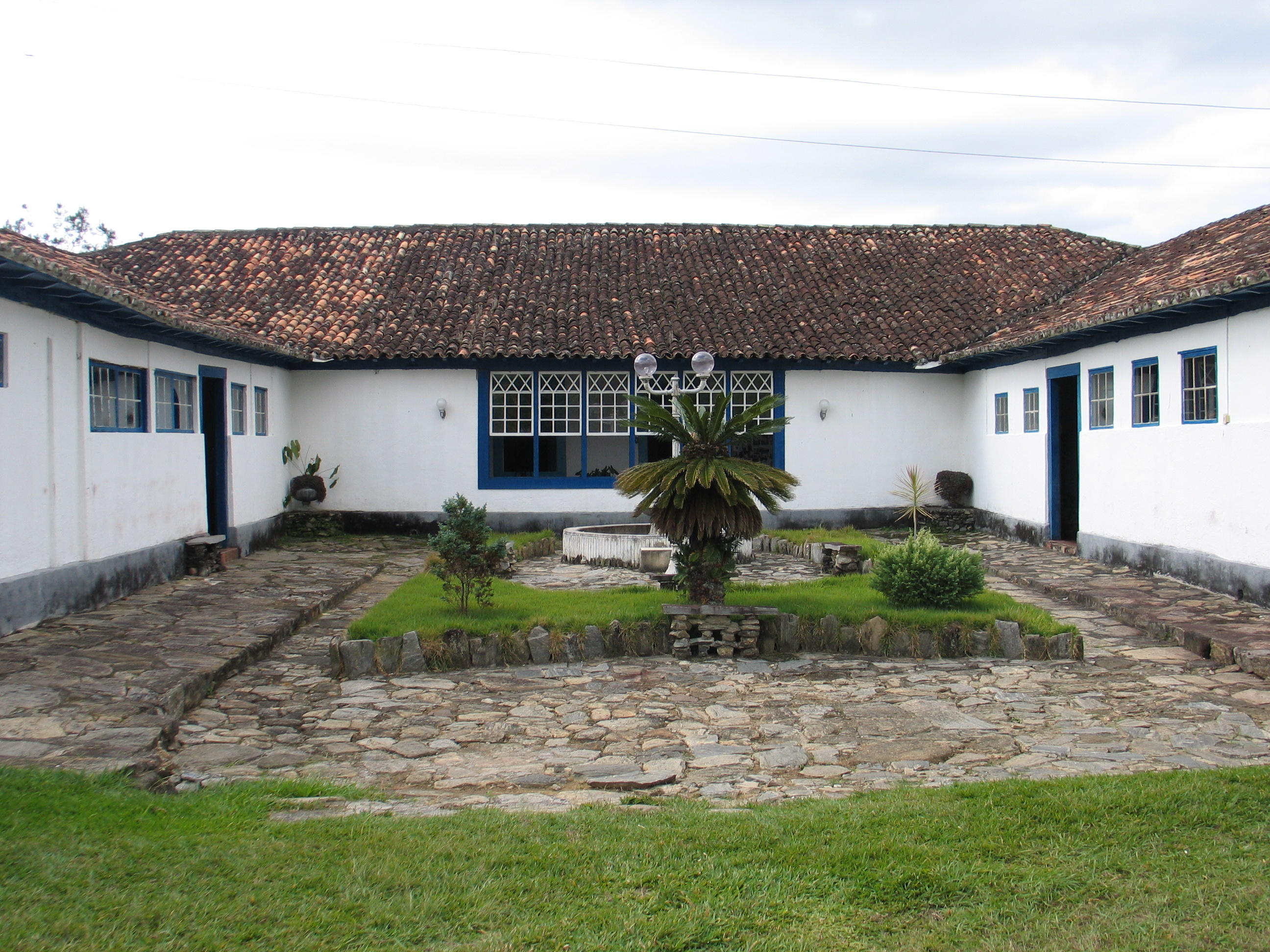
Fazenda Boa Vista.

Atualmente um Hotel Fazenda, foi a fazenda mais rica do ciclo do café no século XIX e hoje preserva sua história através de sua beleza arquitetônica em estilo colonial. O início de sua construção foi datado de 1780, no período do Brasil Colônia.
A fazenda foi o cenário para diversas produções cinematográficas e televisivas, tais como: O Casarão (1976), Dona Beija (1986), O Coronel & O Lobisomem (1995), Cabocla (2004), Um Só Coração (2004), Sinhá Moça (2006), Beleza Pura (2008), Saramandaia (2013), O Prisioneiro da Liberdade (2019); além de produções internacionais como a série Equador (2008), da emissora TVI de Portugal. 

### Festas
- Festa de Sant'Ana - Ocorre no mês de julho. De forma tradicional, barracas típicas e pontos comerciais são especialmente montados para o evento no entorno da Capela de Sant'Ana, núcleo central do distrito[17].

## Religião
O Cristianismo se faz presente no distrito da seguinte forma:

### Igreja Católica
- Capela de Sant'Ana - faz parte da Diocese de Lorena[19].

### Igrejas Evangélicas
- Assembleia de Deus.